# Dinastia Mitridàtica del Bòsfor
La dinastia Mitridàtica del Bòsfor fou la nissaga que va governar el Regne del Bòsfor després de la seva conquesta per Mitridates VI Eupator, del regne del Pont, el 107 aC, fins després de la meitat del segle iv. Especialment als darrers cent anys el tron sembla que fou ocupat algunes vegades per usurpadors probablement sàrmates. Escites, sàrmates i gots van donar suport als diversos pretendents i la història dinàstica fou agitada.
La dinastia va obrir una segona branca amb Asandre del Bòsfor, cunyat del rei i probablement un col·lateral llunyà. El tron va partir una usurpació seriosa i perllongada amb Escriboni de Còlquida però els descendents d'Asandre foren reinstaurats pels romans.
La dinastia es va acabar a la segona meitat del segle IV quan els huns van ocupar el país.
- Vegeu Regne del Bòsfor